# MIR-Sat 1
MIR-Sat 1, Mauritian Infra-Red Satellite 1, MIRSAT-OSCAR 112 oder MO-112 ist der erste mauritische Satellit. Er dient der Technologieerprobung und als Amateurfunksatellit. MIR-Sat 1 ist ein Projekt des Mauritius Research and Innovation Council (MRIC) und trägt ein Digipeater- und Kameraexperiment.

## Projektziele
Die Projektziele sind:
- Aufnahme von Bildern von Mauritius und der mauritischen ausschließlichen Wirtschaftszone zu Kapazitäts-, Bau-, Experiment- und Forschungszwecken.
- experimentelle Kommunikation mit anderen Inseln.
- weltweite Kommunikation von Funkamateuren über den VHF/UHF-Digipeater (9600 bps GMSK).

Ursprünglich sollte der Satellit mit einer Wärmebildkamera für den langwelligen Infrarotbereich (LWIR) arbeiten. Während der Entwicklung wurde die Wärmebildkamera durch eine Kamera für den RGB-Farbraum ersetzt. Trotzdem wurde der Name MIR-Sat 1 beibehalten. Die Lebensdauer des Satelliten soll ca. sechs Monate betragen.

## Mission
Der Satellit wurde am 3. Juni 2021 um 17:29 UTC mit einer Falcon-9-Rakete gestartet und mit einem Versorgungsflug zur ISS gebracht. Am 22. Juni wurde der Satellit von der ISS im Rahmen des KiboCUBE-Programms des Büros der Vereinten Nationen für Weltraumfragen und der JAXA ausgesetzt.
Am 4. Juli 2021 wurde dem Satelliten die OSCAR-Nummer 112 zugewiesen. Der Satellite verglühte am 20. April 2022 in der Erdatmosphäre.

## Frequenzen
- Rufzeichen: 3B8MIR
- Mode: 9600 bps GMSK AX.25 Digipeater
- Uplink: 145,988 MHz
- Downlink: 436,925 MHz